# Yun Feng
El Yun Feng (chino :雲峰; iluminado. 'Pico Nuboso'), oficialmente designado Ching Tien (雲峰), es un misil de crucero supersónico de ataque terrestre de Taiwán.

## Diseño y desarrollo
El misil fue desarrollado por el Instituto Chungshan de Ciencia y Tecnología y tiene un alcance de aproximadamente 1200 a 2000 kilómetros (750 a 1240 millas). Tiene un motor ramjet con un propulsor de cohete sólido capaz de alcanzar una velocidad supersónica de Mach 3 o 1.030 m/s (2.300 mph). Puede llevar una ojiva semi-perforante de alto explosivo y fragmentación. El misil es uno de los pocos activos dentro del arsenal de Taiwán que puede alcanzar objetivos en el norte y centro de la República Popular China. Es posible que el desarrollo se haya iniciado ya en el gobierno de Lee Teng-hui, pero los informes oficiales de su existencia no aparecieron hasta 2012. Los vuelos de prueba del Yun Feng estaban ocultos dentro del supersónico HF-3. Programa de vuelos de prueba de misiles antibuque.
En 2016, el Ministerio de Defensa Nacional (MND) negó los informes de que el programa de misiles hubiera terminado. Esta especulación se basó en la creencia de que el proyecto sería cancelado como un gesto de buena voluntad hacia China. El misil fue reconocido públicamente por primera vez por el ministro de Defensa, Chiu Kuo-cheng, durante una audiencia del comité conjunto del Yuan Legislativo en octubre de 2021.
El proyecto recibió y fue conocido con el nombre en clave Yun Feng. El misil se denomina oficialmente Ching Tien (擎天).

## Variantes
En 2018, se anunció que el Ministerio de Defensa había asignado 12.400 millones de NTD (~ 390 millones de dólares) en el marco del "Proyecto Qilin" para ampliar el alcance del misil y adaptarlo para el lanzamiento de satélites.

### Yun Feng mejorado
En agosto de 2019, comenzó la producción en masa del misil de crucero mejorado Yun Feng con un pedido inicial de 20 misiles y 10 vehículos de lanzamiento móviles. La variante mejorada ha sido descrita como un misil de crucero propulsado por estatorreactor de gran altitud.

### Vehículo de lanzamiento de satélites
El Instituto Nacional Chung-Shan de Ciencia y Tecnología está actualizando el misil para que funcione como vehículo de lanzamiento de satélites. Este vehículo será capaz de transportar satélites de entre 50 y 200 kilogramos en una órbita terrestre baja de unos 500 kilómetros. Se sospecha que el programa de actualización ampliará el alcance del misil a 2000 km, lo que coloca a Beijing dentro de su alcance de ataque.